# Hilla
Hilla (arabisch الحلّة, DMG al-Ḥilla) ist eine Stadt im Irak. Sie liegt 100 km südlich von Bagdad in der Provinz Babil und hat 289.714 Einwohner (Stand 1. Januar 2005). In der Nähe von Hilla liegen antike Ruinen wie Babylon, Borsippa, Alberes und Kiš. Das Grab des jüdischen Propheten Ezechiel soll in einem Dorf in der Nähe Hillas liegen.
Hilla liegt in einer landwirtschaftlich geprägten Gegend. Durch extensive Bewässerung wachsen hier verschiedene Arten von Getreide, Früchten und Rohstoffe für Textilien.

## Geschichte
Gegründet wurde Hilla 1101 und war während der osmanischen und britischen Herrschaft eine wichtige Verwaltungsstadt. Hilla unterwarf sich 1260 freiwillig den Mongolen und blieb so von den Zerstörungen des Mongoleneinfalls weitgehend verschont, Hülegü förderte sogar die schiitischen Gelehrten. Dadurch entstand eine im Mittelalter überragende Gelehrtenschule, aus der unter anderem al-Hillī entstammte.
1907 eröffnete eine Schule der Alliance Israélite Universelle für die Kinder der jüdischen Gemeinde. Nach dem Ersten Weltkrieg fanden 1920 in Hilla blutige Kämpfe gegen die britische Armee statt. So wurden 300 Männer des Manchester-Regiments in der Stadt massakriert.
1991 nahm die Universität Babylon ihren Lehrbetrieb auf.
2003 war Hilla ein Schauplatz im Irakkrieg. Seit jener Zeit gibt es Selbstmordanschläge in der Stadt. Beispielsweise explodierte am 6. März 2016 eine Autobombe in der Stadt, bei der 60 Personen ums Leben kamen. Zu dem Anschlag bekannte sich die Terrororganisation IS.
Am 24. November 2016 explodierte laut einer in der Onlineausgabe New York Times erschienenen Agenturmeldung eine weitere Autobombe und tötete 100 Menschen, die meisten iranische schiitische Pilger. Auch zu diesem Anschlag bekannte sich der IS.